# (38478) 1999 TX94
1999 TX94 (asteroide 38478) é um asteroide da cintura principal. Possui uma excentricidade de 0.06602540 e uma inclinação de 11.99305º.
Este asteroide foi descoberto no dia 2 de outubro de 1999 por LINEAR em Socorro.